# Скупштина у Смедереву (1806)
Скупштина у Смедереву је одржана 1—5. новембар 1806.

## Друга скупштина у Смедереву
Мада се ратовање, током целе 1806 године, продужавало са великим успехом, Београд je, још увек и упркос сталног опседања, био у рукама Алије Гушанца и његових крџалија. У току целе те године устаници водили су преговоре с Портом која им је послала своје услове за мир, о којима су се народ и устаничке вође имали да изјасне. Портини услови за мир, слање друге депутације у Цариград, одређивање порезе за идућу годину и питање Београда из кога Алија Гушанац са крџалијама није никако хтео да изађе на миран начин, — била су главна питања која су претресана на другој смедеревској народној скупштини.
Ова скупштина одржана је од 1—5 новембра. Присуствовале су све народне старешине. На скупштини је решено:
- 1 да се усвоје Портини услови за мир, a да се у циљу детаљног спрразума са Портом у Цариград пошаљу народни депутати Петар Ичко и Живко Константиновић-Параћинац, са потребним пуномоћствима;
- 2 да се са ове скупштине упути акт Порти у коме се захваљује на царској милости као и на томе што је баш Хасанагу, устаничког пријатеља, одредила за мухасила;
- 3 да се ратовање настави;
- 4 да се на сваки начин убрза заузимање Београда, па било и на јуриш;
- 5 да се бечком цару упути молба да помогне народ на тај начин што ће његове граничне власти престати да храном снабдевају Алију Гушанца и његове крџалије, царске одметнике које је народ као цару веран опколио у београдској тврђави;
- 6 да се апелује на све Србе, ма где се они налазили, за помоћ у храни и новцу. Сем тога, скупштина је свршила и свој редовни годишњи посао, разрезивање порезе за следећу годину и преглед рачуна из прошле године.